# فارافيدوس كريناتوس
فارافيدوس كريناتوس(Pharaphodius) crenatus ، هو نوع من خنفساء الروث موطنه الهند ، وسريلانكا.   إنه نوع صالح للأكل من الخنفساء يتم استهلاكه في تايلاند.